# Cerbère
Cerbère (in Catalan: Cervera de la Marenda) là một xã thuộc tỉnh Pyrénées-Orientales trong vùng Occitanie phía nam Pháp. Xã này nằm ở khu vực có độ cao trung bình 0-643 mét trên mực nước biển.
Thị trấn này nằm ở biên giới với Tây Ban Nha, có nhà ga xe lửa là nơi đổi tàu do hai quốc gia này có khổ đường ray khác nhau.